# 清水半平
清水 半平（しみず はんべい、宝永元年（1704年）? - 宝暦13年3月2日（1763年4月14日））は、江戸時代中期の上田藩で起こった農民一揆（宝暦騒動）の指導者、義民。

## 経歴・人物
信濃国小県郡夫神村の農民。
宝暦11年（1761年）に上田藩領で起きた年貢減免などを要求した上田藩宝暦騒動の頭取のひとり。越訴の罪で同村の中沢浅之丞と共に中島河原で死罪となった。
同騒動についての書である『上田騒動実記』には2人の処刑の際のやりとりや辞世の句が、『上田縞崩格子』には抵抗権思想の萌芽とみられる文言がそれぞれ記載されている。大正13年（1924年）宝暦義民之碑が、昭和57年（1982年）には宝暦騒動の句碑が建立された。また、2人の墓は小県郡青木村の旧夫神村域で昭和16年（1941年）に発見された。